# Feminismo poscolonial

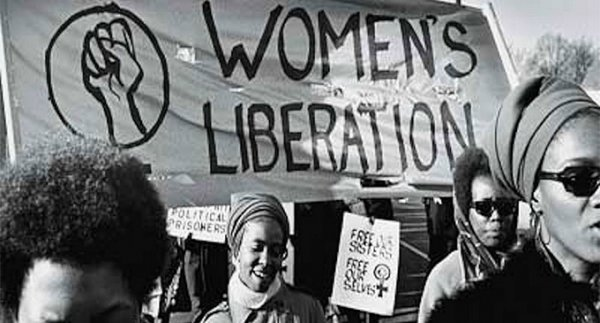
Algunas mujeres negras se sentían marginalizadas por el Movimiento de Liberación de la Mujer.

El feminismo poscolonial o feminismo postcolonial es una forma de feminismo que se desarrolló como respuesta al hecho que el feminismo parecía para centrarse solo en las experiencias de mujeres de las culturas occidentales. Busca dar cuenta de la manera en que el racismo, la política económica de larga duración, y los efectos culturales del colonialismo afectan a mujeres no-blancas, no-occidentales en el mundo poscolonial.
Se origina como una crítica a las teóricas feministas de los países desarrollados. La crítica señala las tendencias universalizadoras de la corriente feminista principal y argumenta que las mujeres que viven en países no occidentales son vistas de manera tergiversada.
El feminismo postcolonial argumenta que al utilizar el término «mujer» como grupo universal, las mujeres son entonces solo definidas por su género y no por clase social, raza, etnicidad o preferencia sexual. Las feministas postcoloniales también trabajan para incorporar las ideas del indigenismo y otros movimientos feministas del tercer mundo en la corriente principal del feminismo occidental. El feminismo del tercer mundo sostiene la idea que el feminismo en países de este espacio geopolítico no es importado del primer mundo, sino originado de ideologías y factores socioculturales internos.
El feminismo postcolonial tiene lazos fuertes con los movimientos indigenistas y más amplios con la teoría postcolonial. Es también estrechamente afiliado con el feminismo negro porque ambos argumentan que la corriente principal del feminismo occidental falla en adecuarse para dar cuenta de las diferencias raciales. El feminismo postcolonial, el feminismo negro y otras corrientes racializadas de feminismo han luchado para añadir diferencias raciales y étnicas entre mujeres al diálogo feminista.
El feminismo postcolonial es a veces criticado, mayoritariamente por parte de la corriente principal del feminismo, la cual argumenta, por ejemplo, que el feminismo postcolonial debilita el movimiento feminista más ancho por dividirlo.

## Historia

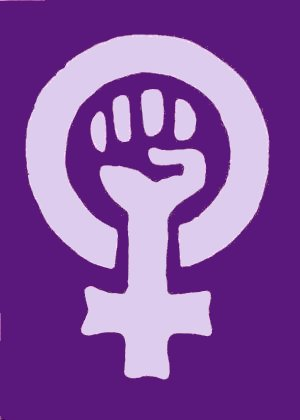
Logotipo de feminismo que se origina en 1970

La historia de los movimientos feministas modernos puede ser dividida en tres olas. La primera ola del feminismo se origina en el siglo XIX tardío, y surge como un movimiento entre mujeres blancas, clase media en el mundo desarrollado, quienes eran razonablemente capaces de acceder a recursos y educación. Así, la primera ola del feminismo casi exclusivamente dirigió los asuntos de estas mujeres que tenían relativamente buenas condiciones de vida. La primera ola estaba centrada en la lucha por los derechos absolutos como el sufragio y la subversión de otras barreras a la igualdad de género legal. Esta población no experimentaba las realidades de mujeres de color, quienes sentían la fuerza de la opresión racial, o las mujeres económicamente desfavorecidas, que se veían forzadas fuera de su hogar y a trabajos de cuello azul.
La segunda ola de feminismo inspiró a las mujeres a mirar la lucha sexista por el poder que existía dentro de sus vidas personales y amplió la mirada para incluir asuntos dentro del ámbito laboral, de la sexualidad, la familia, y los derechos reproductivos. Durante el primer siglo del feminismo la teoría feminista falló en dar cuenta de las diferencias entre mujeres en términos de raza y clase, solo apuntaba a las necesidades y asuntos de las mujeres "blancas" y occidentales que habían iniciado el movimiento. En los últimos veinte años, el feminismo postcolonial emergió como parte de la tercera ola de feminismo en tándem con muchos otro movimientos feministas de base racial para reflejar la naturaleza diversa de cada experiencia de vida de las mujeres. Por reconocer las diferencias entre grupos diversos de mujeres, el feminismo postcolonial apunta a lo que algunos llaman la sobre-simplificación del feminismo occidental, como si solo se tratara de una resistencia contra la opresión sexista. El feminismo postcolonial, en contraste, también relaciona asuntos de género a otras esferas de influencia dentro de la sociedad.

## Teoría
El Feminismo poscolonial es una corriente relativamente nueva de pensamiento, desarrollado primeramente fuera del trabajo de los teóricos poscoloniales, quiénes se preocuparon por evaluar como las diferentes relaciones coloniales e imperiales durante el siglo XIX han impactado en la manera que las culturas particulares se ven a sí mismas. Este particular esfuerzo del feminismo promueve un punto de vista más amplio de las complejas capas de opresión que existen dentro de cualquier sociedad dada.
El Feminismo poscolonial empezó sencillamente como crítica tanto del feminismo occidental como de la teoría poscolonial, pero más tarde devendría en un método floreciente de análisis para contribuir en cuestiones claves dentro de ambos campos. A diferencia de la corriente principal de la teoría poscolonial, la cual está centrada en los impactos persistentes que el colonialismo ha tenido en las instituciones económicas y políticas actuales de los países, los teóricos poscoloniales feministas están interesados en analizar por qué la teoría poscolonial falla al tratar asuntos de género. El feminismo poscolonial también busca iluminar a la tendencia que el feminismo occidental pensó para aplicar los reclamos de todas las mujeres alrededor del mundo, cuándo en realidad el alcance de teoría feminista está limitado.
De este modo, el feminismo poscolonial intenta dar cuenta de las debilidades percibidas dentro de la teoría poscolonial teoría y el feminismo Occidental. El concepto de colonización ocupa muchos espacios diferentes dentro de la teoría poscolonial feminista; puede referir al acto literal de ocupar tierras o a formas de sociales, políticas, y económicas de esclavitud en una sociedad.

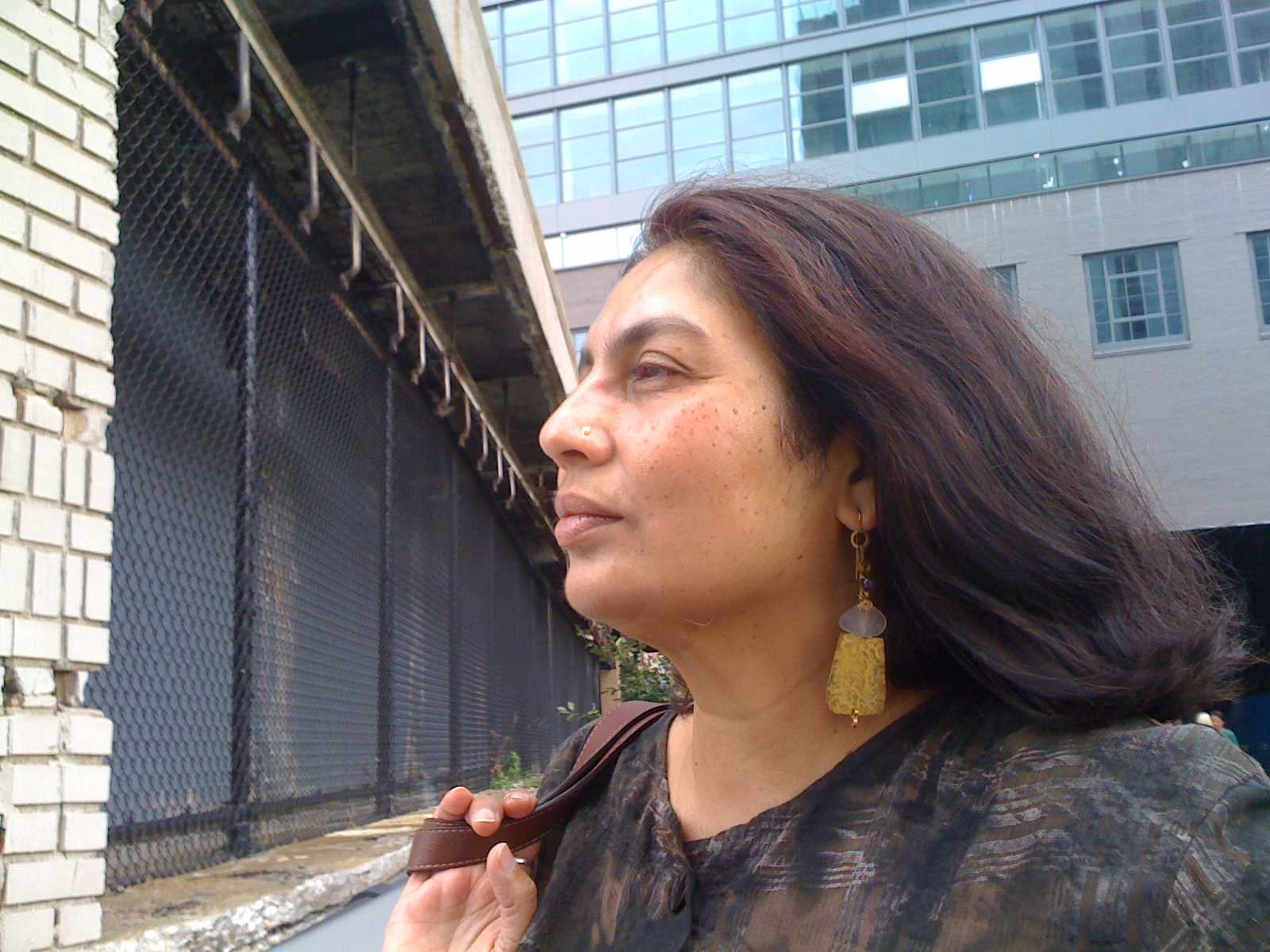
Autorretrato de Chandra Talpade Mohanty

Chandra Talpade Mohanty, una teórica principal dentro del movimiento, dirige este asunto en su ensayo seminal "Bajo ojos occidentales". En este ensayo, Mohanty afirma que los feministas occidentales escriben sobre las mujeres del tercer mundo como un compuesto, una construcción singular que es arbitraria y limitativa. Declara que estas mujeres están descritas en los escritos como víctimas de control masculino y de la cultura tradicional sin incorporar información sobre el contexto histórico y las diferencias culturales con el tercer mundo. Esto crea una dinámica donde el feminismo occidental funciona como la norma con la cual la situación en el mundo en desarrollo es evaluada. La iniciativa primaria de Mohanty es para que las mujeres del tercer mundo puedan tener agencia y voz dentro del campo feminista. 
En el artículo "Las mujeres del tercer mundo y las inadecuaciones del feminismo occidental", Ethel Crowley, profesor de sociología en Universidad Trinity de Dublín, escribe sobre cómo el feminismo occidental es carente cuándo es aplicado a sociedades no occidentales. Acusa a las feministas occidentales de reduccionismo teórico cuando refieren a las mujeres del tercer mundo. Su problema de primer orden con el feminismo occidental es que gasta demasiado tiempo en una ideología "puntillosa" en vez de formular estrategias para reparar los problemas más destacados. El punto más prominente que Crowley marca en su artículo es que la etnografía puede ser esencial para solucionar el problema, y que la libertad no significa la misma cosa a todas las mujeres del mundo.

## Relaciones con el feminismo occidental

Símbolo islámico del feminismo

El Feminismo poscolonial es crítico de formas Occidentales de feminismo, notablemente del feminismo radical y feminismo liberal y su universalización de las experiencias de las mujeres. Las feministas poscoloniales argumentan que la experiencia de las mujeres en culturas impactadas por el colonialismo es a menudo ampliamente diferente de aquella que tienen las mujeres en países Occidentales y que tendría que ser reconocida como tal. Las feministas poscoloniales pueden ser descritas como feministas que han reaccionado contra ambas tendencias universalizantes de pensamiento del feminismo occidental y una carencia de atención a asuntos de género por parte de la corriente principal de pensamiento poscolonial.
Similar a la interseccionalidad, el feminismo poscolonial empezó por examinar las maneras complejas en que el género interacciona con otros sistemas de opresión y discriminación. El feminismo poscolonial empezó como crítica al fracaso del feminismo occidental para soportar la complejidad de los asuntos feministas poscoloniales, cuando representaba a movimientos feministas del tercer mundo. El movimiento feminista tercermundista critica el fracaso de las feministas occidentales para reconocer que no todas las mujeres viven en su entorno político particular y ubicación. Las feministas poscoloniales buscan incorporar la lucha de mujeres en el tercer mundo al movimiento feminista más amplio. Esto ha dirigido al desarrollo de feminismo contemporáneo y su interseccionalidad, dentro del tercer mundo y en el mundo Occidental. La núcleo de la crítica del feminismo poscolonial es que los movimientos feministas occidentales fallaron en proporcionar una guía para las mujeres del tercer mundo. Esto quizás inspiró el examen más tardío de la interseccionalidad en el feminismo contemporáneo. Es sobre la base de la experiencia compartida que las feministas de convicciones políticas diferentes han argumentado y empujado a la unidad, o encontrado una identidad entre las feministas a través de las varias disciplinas eruditas.
Aun así, las mujeres en el mundo en desarrollo experimentan el legado de opresión sociocultural, además de los asuntos políticos relacionados con el proceso de descolonización. Esto complica la lucha de estas mujeres en términos de lucha contra el patriarcado, en comparación con las feministas occidentales que no necesitan luchar contra las estructuras coloniales. Feministas occidentales y no occidentales difieren también a menudo en términos de raza y religión, lo cual no es reconocido en el feminismo Occidental y puede causar otras diferencias.
Las feministas poscoloniales no están de acuerdo con que las mujeres son un grupo universal. Así, el examen de lo que verdaderamente une a las mujeres es necesario para entender los objetivos de los movimientos feministas y las semejanzas y diferencias en las luchas de las mujeres en todo el mundo. El objetivo de la crítica feminista poscolonial al feminismo occidental tradicional, es para esforzarse en entender el compromiso simultáneo en más de una batalla emancipatoria distinta pero entrelazada. Esto es significativo desde los discursos feministas que intentan ser críticos y liberadores, y no los exime de estar inscritos en relaciones de poder internas. La esperanza de las feministas poscoloniales es que el movimiento feminista más amplio incorpore esta variedad de teorías, las cuales apuntan a superar la perspectiva cultural existente en el mundo occidental considerando las experiencias de las feministas del tercer mundo.
Las teóricas del feminismo poscolonial no están generalmente unificadas en relación con la teoría poscolonial y el feminismo occidental, pero globalmente, estas teóricas han flanqueado significativamente los límites de la corriente principal del feminismo, permitiendo la aplicación a mujeres de contextos culturales diferentes más que estar centrados solo en una mujer de clase media, de habla inglesa en el mundo desarrollado que solo está combatiendo patriarcado.
El esfuerzo del feminismo poscolonial para reducir la homogeneización de la lengua está acompañado de una estrategia global para incorporar mujeres del mundo desarrollado y en desarrollo al medio teórico. Hay una tendencia de muchos campos académicos diferentes y estrategias políticas de utilizar modelos eurocéntricos de sociedades occidentales como marco para el resto del mundo. Hay movimientos feministas indígenas que tienen lugar dentro de contextos particulares, pero este tipo de la situación a menudo es inadvertida en el mundo Occidental. Los trabajos del feminismo poscolonial para traer las voces de las mujeres del tercer mundo al primer plano y dejar sus críticas de feminismo Occidental y sus modelos feministas únicos para formar una noción moderna de feminismo.